# Christian Settipani
Christian Settipani (Parigi, 31 gennaio 1961) è uno storico francese specializzato nella genealogia dei personaggi dell’Antichità e dell'Alto Medioevo.

## Premio ricevuto
Ha ricevuto il premio Payard 1995 attribuitogli dall'Académie Nationale de Reims per il suo libro La Préhistoire des Capétiens, 481-987, première partie: Mérovingiens, Carolingiens et Robertiens.

## Pubblicazioni
Elenco delle sue pubblicazioni:
- Les Ancêtres de Charlemagne, 1989.
- Nos ancêtres de l'Antiquité, 1991.
- « Ruricius premier, évêque de Limoges et ses relations familiales », dans Francia/01, Forschungen zur westeuropaischen Geschichte, Moyen Âge, Jan Thorbecke Verlag Sigmaringen (dir.), Institut Historique Allemand, 1991.
- La Préhistoire des Capétiens, 1993.
- Continuité gentilice et continuité familiale dans les familles sénatoriales romaines à l'époque impériale, Oxford University (R.-U.), Linacre College, 2000.
- Onomastique et Parenté dans l'Occident médiéval, 2000, en collaboration avec K.S.B. Keats-Rohan.
- La Noblesse du Midi Carolingien, 2004.
- Continuité des élites à Byzance durant les siècles obscurs. Les Princes caucasiens et l'Empire du VI au IX siècle, 2006.